# أومالي يشيتيلا
أومالي يشيتيلا (واسمه جوزيف وولر بالولادة، وُلد في 9 أكتوبر 1941) ثوريٌّ أفريقي وقائدٌ سياسي وعالِم نظريّ ومؤلف، وهو مؤسس حزب الشعب الأفريقي الاشتراكي ورئيسه، وهو الحزب الذي يقود حركة أوهورو.
يُعرّف حزب الشعب الأفريقي الاشتراكي، وفق دستوره، بأنه «التحرّر المتقدّم للطبقة العاملة الأفريقية وطاقمها العام» الهادف إلى «تحرير أفريقيا والشعب الأفريقي وتوحيدهما تحت قيادة الطبقة العاملة الأفريقية بصفتها عنصرًا جوهريًا في الكفاح من أجل الإطاحة بالإمبريالية».
أسس يشيتيلا صحيفة الرمح الحارِق، وهي الجريدة الرسمية للحزب الاشتراكي الشعبي الأفريقي التي بدأت النشر منذ عام 1968. يشيتيلا كاتبٌ وعالم نظريات أيضًا، يُشتهر بوضع النظرية السياسية الثورية المعروفة باسم «النزعة الدولية الأفريقية».
يُعتَرف بدور يشيتيلا في ترويج مطالب تعويضات الشعب الأفريقي في الولايات المتحدة وباقي أنحاء العالم، فشغل منصب محامي الشعب في المحكمة الدولية الأولى المعنية بتعويضات السود في الولايات المتحدة حين أُقيمت في بروكلين، ضمن ولاية نيويورك، عام 1982. ألّف يشيتيلا الكثير من الكتب والكتيّبات، مثل الطليعة: التحرر المتقدم للثورة الأفريقية وتوازن غير مستقر: الثورة الأفريقية ضد الإمبريالية الطفيلية.

## خلفية مبكرة
وُلد أومالي يشيتيلا باسم جوزيف وولر جونيور في سانت بيترسبرغ ضمن ولاية فلوريدا الأمريكية في 9 أكتوبر عام 1941. ترعرع يشيتيلا في حيّ سكني يُعرف باسم منطقة مصنع الغاز، وهو حيّ للمجتمع الأفريقي في الجانب الجنوبي من سانت بيترسبرغ في ولاية فلوريدا. والحيّ غير موجود اليوم لأنه تعرّض إلى الهدم بهدف بناء ملعب تروبيكانا فيلد، وهو ملعب فريق كرة القاعدة تامبا باي رايز. التحق يشيتيلا في شبابه بمدرسة جوردان الابتدائية، ومدرسة سيكستينث ستريت الإعدادية، ثم مدرسة غيبز الثانوية.
ينتمي يشيتيلا إلى الفئة التي تطلق عليها المؤرخة دونا مرش اسم «جيل القوة السوداء»، وتشير إلى الناشطين السود من الطبقة العاملة الذين وصلوا مرحلة البلوغ في الفترة الواقعة بين حادثتي إعدام إيميت تل دون محاكمة عام 1955 واغتيال مالكوم إكس عام 1965. يشيتيلا أصغر من تل بشهرين، وكان في سنّ الثالثة عشر عندما أعُدم تيل، الذي بلغ حينها 14 عامًا، في مدينة درو ضمن ولاية مسيسيبي في 28 أغسطس عام 1955. يُذكر أن إعدام تل دون محاكمة أثّر على رؤية يشيتيلا للعالم، وعلى رؤية السود في الولايات المتحدة أيضًا.

## سنوات الخدمة في الجيش الأمريكي
شهدت حركة الحقوق المدنية والكفاح من أجل إنهاء استعمار أفريقيا تطورًا في أواخر خمسينيات القرن الماضي، وكانت هذه المواضيع محلّ نقاش كافة قطاعات مجتمع السود. كان يشيتيلا طالبًا متفوقًا في مدرسة غيبز الثانوية، وشهد إقامة نقاش صفي حول «النهوض بالأشخاص ذوي الأصل الأفريقي» عندما كان في سنته الدراسية الأخيرة عام 1959. قال أحد الأساتذة في ذلك النقاش أنه يجب على السود «إثبات» جدارتهم أمام البيض إذا أرادوا الحرية، وهو التصريح الذي حثّ يشيتيلا على ترك المدرسة والالتحاق بالجيش الأمريكي.
أثّرت فترة خدمته العسكرية على رؤيته العالمية. أنهى يشيتيلا تدريبه العسكري الأساسي في كارولاينا الجنوبية، ثم نُقل بعد ذلك إلى ألمانيا. ذكر يشيتيلا أنه بدأ التعلّم عن الإمبريالية عندما كان في ألمانيا، فكتب: «عندما كنت جنديًا أمريكيًا في برلين، التي كانت محتلّة عسكريًا من طرف القوات البريطانية أيضًا، أُخضعت إلى محاضرات ألقاها ضباط بيضٌ بريطانيون، تحدثوا حينها عن قصصٍ «عنصرية» مهينة جرت في الحرب الاستعمارية التي اندلعت ضد شعبنا في الكونغو، حيث قاتل تحت قيادة باتريس لومومبا للإطاحة بالهيمنة الاستعمارية التي فرضها البلجيكيون والدول الاستعمارية الأخرى، من بينها بريطانيا والولايات المتحدة».
برع يشيتيلا أثناء الخدمة العسكرية في الربط بين الإمبريالية والاستعمار من جهة، والمعاملة التي واجهها في الولايات المتحدة بصفته فردًا أسودًا. إبان أزمة الصواريخ الكوبية مثلًا، أُرسل يشيتيلا ضمن قافلة عسكرية إلى جنوب فلوريدا، حيث يمكن لمالك المطعم أبيض البشرة حرمان يشيتيلا من خدمات المطعم لأنه أسود البشرة. اتُهم يشيتيلا أيضًا بمحاولة إمساك يد امرأة بيضاء في أحد المطاعم الخفيفة ضمن فورت بينينغ في ولاية جورجيا، والسبب الحقيقي هو رفضه اتباع ممارسة شائعة تقتضي إلقاء المال في يدها، وهي عادةٌ تتيح للبيض تجنّب لمس بشرة الأشخاص السود. كتب يشيتيلا رسالةً مؤلفة من 12 صفحة، وأرسلها إلى رئيس الولايات المتحدة جون إف. كينيدي احتجاجًا على هذه السياسة الاستعمارية للبلاد، وأعلن في الرسالة أنه غير قادرٍ على أداء الخدمة العسكرية في جيش «يحمي أمثال جورج والاس أو ممارسات اضطهاد الشعب الأفريقي».
يذكر يشيتيلا أنه «لجأ إلى الإضراب» وترك الجيش أساسًا. بدأ يشيتيلا حملة منشورات تناهض ظروف الأمريكيين الأفارقة في الولايات المتحدة والجيش الأمريكي. أرسل الجيش يشيتيلا إلى الأطباء النفسيين، فأعلن الأطباء أن يشيتيلا لا يعاني من مشكلة نفسية، وأخبروه أنّه «مجرّد غارفيّ» في إشارة إلى الناشط السياسي ماركوس غارفي وحركته الداعية إلى حق تقرير المصير الأفريقي التي أسسها في أوائل القرن العشرين. حاول الجيش بعد ذلك إخضاع يشيتيلا إلى محاكمة عسكرية، فدافع عن نفسه في المحكمة العسكرية وانتصر. تلقّى تسريحًا فخريًا من الجيش بعد بضعة أيام. أصبح يشيتيلا عضوًا نشطًا في حركة الحقوق المدنية، وناشطًا واعدًا في حركة القوة السوداء بعد عودته إلى وسط فلوريدا.

## انخراطه في حركة الحقوق المدنية وحركة القوة السوداء
عاد يشيتيلا إلى سانت بيترسبرغ في ولاية فلوريدا بعد تسريحه من الخدمة العسكرية في الجيش الأمريكي. عمل في مختلف المجالات، فأدى أعمالًا يدوية، وعمل في بيع السجاد وضمن مستودعات المنشآت، ثم عمل لدى صحيفة سانت بيترسبرغ تايمز. حصل يشيتيلا على وظيفة «عامل نسخٍ» في صحيفة سانت بيترسبرغ تايمز، فكان مدققًا وعامل طباعة متدرّب لدى الصحيفة. درس يشيتيلا في كلية غيبز الجامعية المتوسطة أيضًا. أسّس يشيتيلا علاقات مع طلّاب الكليات الأخرى، ونظّم هؤلاء أنفسهم لمواجهة سياسات جيم كرو في سانت بيترسبرغ ضمن ولاية فلوريدا.
استكشف يشيتيلا مجموعةً متنوعة من الحركات والمنظمات، فحضر اللقاءات وشارك في بعض الأنشطة التي قادتها الجمعيّة الوطنية للنهوض بالملونين، لكنه عارض الوسائل والأهداف التي تتبناها الجمعية. استكشف يشيتيلا حركة أمة الإسلام لأنه أحبّ شخصية مالكوم إكس، لكنه لم ينضمّ إلى الحركة. انضم يشيتيلا لاحقًا إلى مؤتمر المساواة العرقية. عمل يشيتيلا منظمًا لتسجيل الناخبين ومشاريع التعليم في المجتمعات الأفريقية ضمن أحياء فلوريدا الشمالية، ثم انضمّ إلى لجنة التنسيق الطلابيّة اللاعنفية بعد عمله مع مؤتمر المساواة العرقية.

## لجنة التنسيق الطلابية اللاعنفية
شارك يشيتيلا في حركة الحقوق المدنية منذ شبابه في خمسينيات وستينيات القرن الماضي بصفته عضوًا في لجنة التنسيق الطلابية اللاعنفية. كانت لجنة التنسيق الطلابية اللاعنفية منظمة مهمّة، تأسست سنة 1960، وابتعدت عن سياسات المؤتمر القيادة المسيحية الجنوبي. التزمت لجنة التنسيق، منذ تأسيسها سنة 1960، بتنظيم المنظمات الشعبية في الجنوب، وبذلت اللجنة جهودًا لتطوير علاقاتها الدولية أيضًا. التقى منظّمو لجنة التنسيق الناشط أحمد سيكو توري من غينيا، وعددًا من القادة الأفارقة المستقلّين. بنت لجنة التنسيق صداقةً قويّة مع مالكوم إكس أيضًا.